# Watra (album)
Watra – piąty album studyjny polskiej grupy muzycznej Wilki. Wydawnictwo ukazało się 8 listopada 2004 roku nakładem wytwórni muzycznej Pomaton EMI. Nagrania dotarły do 1. miejsca listy OLiS. Watra był to ostatni wielkonakładowy polski album muzyczny wydany także na kasecie magnetofonowej, który na tym nośniku został sprzedany w zaledwie tysiącu sztuk.

## Lista utworów
| Nr. |  | Tytuł                               | Słowa            | Muzyka                                                         | Długość |
| --- |  | ----------------------------------- | ---------------- | -------------------------------------------------------------- | ------- |
| 1.  |  | „Fajnie, że jesteś”                 | Robert Gawliński | Robert Gawliński                                               | 4:11    |
| 2.  |  | „Atlantyda łez”                     | Robert Gawliński | Robert Gawliński                                               | 3:49    |
| 3.  |  | „Bohema”                            | Robert Gawliński | Robert Gawliński                                               | 3:38    |
| 4.  |  | „Słońce pokonał cień”               | Robert Gawliński | Robert Gawliński                                               | 5:19    |
| 5.  |  | „Przepraszam Cię, życie takie jest” | Robert Gawliński | Robert Gawliński                                               | 3:32    |
| 6.  |  | „Niech mówi serce”                  | Robert Gawliński | Mikis Cupas, Robert Gawliński                                  | 3:31    |
| 7.  |  | „Bossanova o duchach”               | Robert Gawliński | Robert Gawliński                                               | 3:24    |
| 8.  |  | „Mary Twist”                        | Marcin Ciempiel  | Marcin Ciempiel                                                | 3:00    |
| 9.  |  | „Księga przemian”                   | Mikis Cupas      | Mikis Cupas                                                    | 4:23    |
| 10. |  | „1974”                              | Marcin Szyszko   | Robert Gawliński, Mikis Cupas, Marcin Szyszko, Marcin Ciempiel | 3:38    |
| 11. |  | „Watra”                             | Robert Gawliński | Marcin Ciempiel                                                | 4:37    |
|     |  |                                     |                  |                                                                |         |

## Twórcy
Opracowano na podstawie materiału źródłowego.
- Robert Gawliński – gitara rytmiczna, dzwonki, misy tybetańskie, wokal prowadzący, wokal wspierający
- Mikis Cupas – gitara prowadząca, banjo
- Marcin Ciempiel – gitara basowa, wokal wspierający, wokal prowadzący (tylko utwór „Mary Twist”)
- Marcin Szyszko – perkusja, wokal wspierający
- Monika Gawlińska – gościnnie misy tybetańskie
- Ziut Gralak – gościnnie trąbka
- Andrzej Smolik – gościnnie instrumenty klawiszowe, gitara elektryczna